# Kodiak Island
Kodiak Island er en stor ø som ligger ved den amerikanske delstat Alaskas sydkyst. Strædet Shelikof Strait skiller øen fra fastlandet.
Det er Alaskas største ø og USA's næststørste efter Hawaii. Den er 160 kilometer lang og bredden varierer mellem 16 til 96 kilometer. Den har et areal på 8.975 km².
Kodiak Island er en del af Kodiak Island Borough. Den største by på øen er Kodiak.
De første nybyggere var russiske udforskere under Grigorij Sjelikhov som i 1784 grundlagde en russisk bosætning på Kodiak Island ved Three Saints Bay, nær nutidens Old Harbor.